# Sathrophyllia rugosa
Sathrophyllia rugosa är en insektsart som först beskrevs av Carl von Linné 1758.  Sathrophyllia rugosa ingår i släktet Sathrophyllia och familjen vårtbitare. Inga underarter finns listade i Catalogue of Life.